# Kisale
Jezioro Kisale (fr. Lac Kisale) – jezioro w południowo-wschodniej Demokratycznej Republice Konga (prowincja Górne Lomami) w pobliżu miasta Bukama. Zajmuje obszar 300 km². Wraz z sąsiednim jeziorem Upemba tworzy część biegu Lualaby (górnego odcinka rzeki Kongo). Wpada do niego ponadto rzeka Lufira.
Jezioro znajduje się na terenie Parku Narodowego Upemba w obszarze Kotliny Kamalondo.